# Guerre franco-siamoise de 1893
 (février 2014).
Si vous disposez d'ouvrages ou d'articles de référence ou si vous connaissez des sites web de qualité traitant du thème abordé ici, merci de compléter l'article en donnant les références utiles à sa vérifiabilité et en les liant à la section « Notes et références ».
La guerre franco-siamoise opposa la France de la Troisième République au Siam en 1893.

## Contexte
Cet épisode militaire fait partie de la lente prise de contrôle de cette région du monde par la France et d'autres puissances européennes pendant la seconde moitié du XIXe siècle. C'est un enjeu majeur pour la politique coloniale française qui souhaitait acquérir des positions fortes dans le Sud de la Chine.

## Déroulement

Territoires perdus par le Siam entre 1862-1909.

La guerre est provoquée par deux incidents isolés: en 1892, trois hommes d’affaires français de la région du Mékong central sont expulsés par les autorités siamoises dans les provinces de Ganmen et de Nong Khai, et deux d’entre eux, Champenois et Esquilot, sont condamnés pour trafic d’opium. Dans le même temps, le consul de France à Luang Prabang, Massie, se suicide sur le chemin du retour à Saïgon. En France, les colonialistes utilisent ces deux événements pour susciter des sentiments nationalistes anti-siamois et créer une opinion publique en vue de l'agression ultérieure.
En 1893, plusieurs incidents opposent le Siam et la France : cette dernière les provoque parfois et en exagère l'importance, faisant ainsi monter la pression, jusqu’à l’envoi à l’embouchure de la Chao Phraya de deux canonnières, dont les commandants annoncent leur intention de remonter jusqu’à Bangkok.
Le gouverneur français de l'Indochine, Jean-Marie Antoine de Lanessan, envoie Auguste Pavie à Bangkok pour demander la cession de la région du Laos. Mais les autorités de Bangkok calculent mal la situation et s'attendent à un soutien des Britanniques. Elles refusent donc de céder la zone située à l'est du Mékong et décident d'envoyer davantage de troupes dans la région.
En avril 1893, les Français lancent trois colonnes sur le territoire litigieux. L'armée française du nord se retrouve assiégée sur l'île de Khong, tandis que celle du sud progresse sans à-coups. Pour autant elle subit une embuscade siamoise. L'inspecteur Grosgurin est tué.
La France lance alors un ultimatum au Siam le 20 juillet, exigeant que le Siam livre le Laos, retire ses défenses, verse une indemnité de 2 millions de francs français et punisse les soldats illégalement sur le territoire litigieux. Les Siamois refusent d'obéir inconditionnellement et l'armée française lance une percée sur les territoires du Siam.

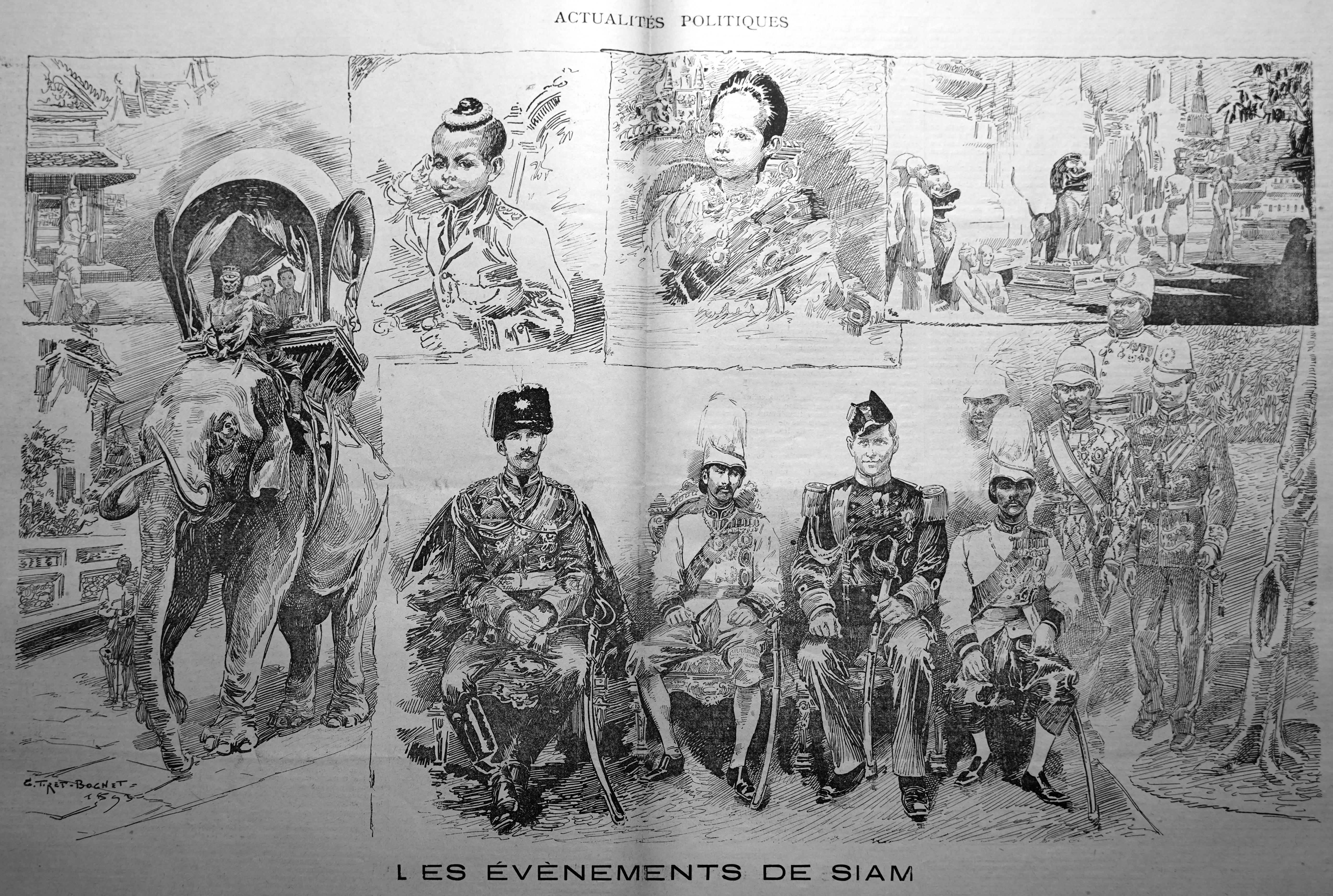
Dans La Libre Parole Illustrée, le Siam aidé par les Britanniques.
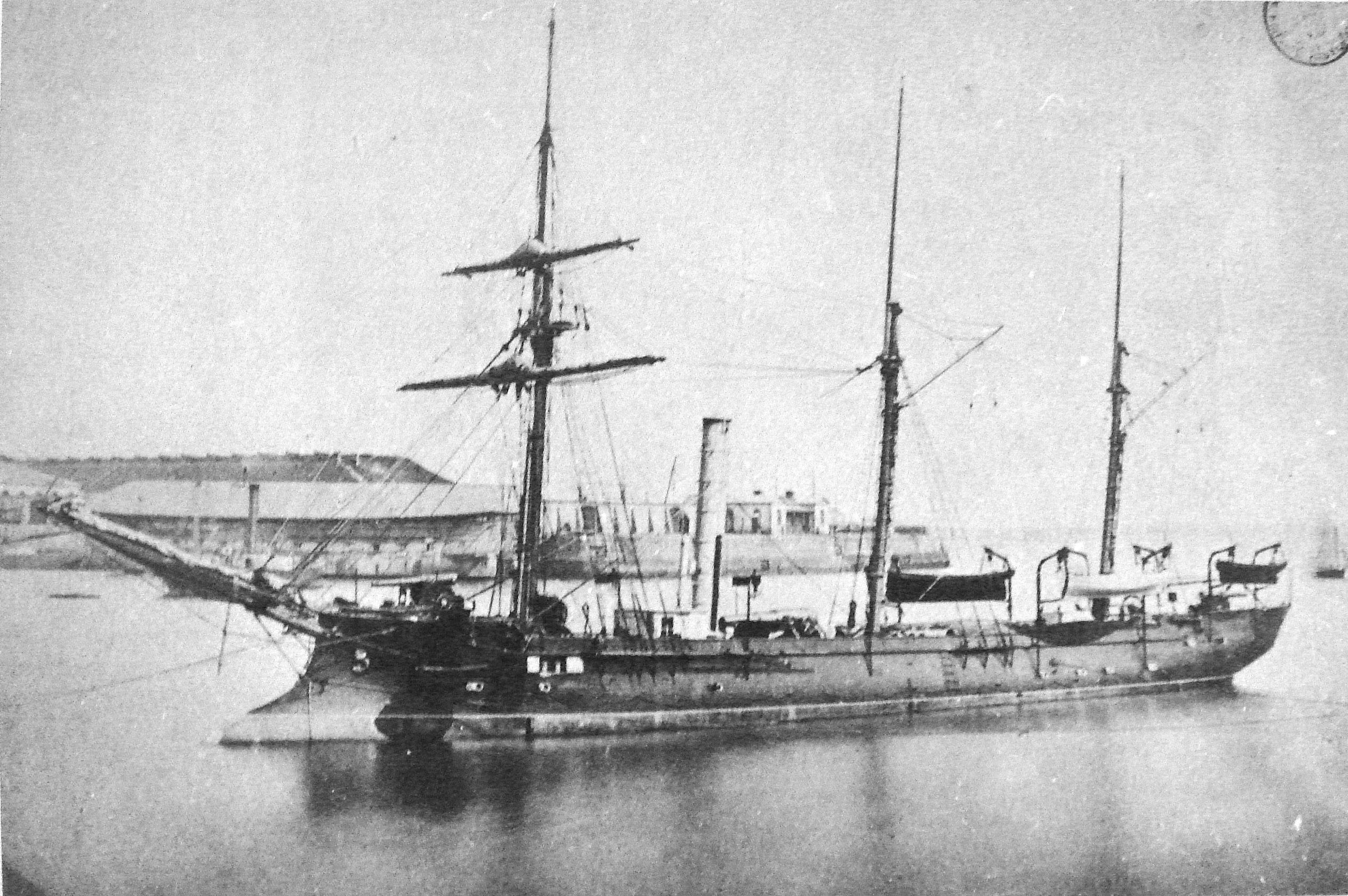
Canonnière Le Lutin pour le blocus.
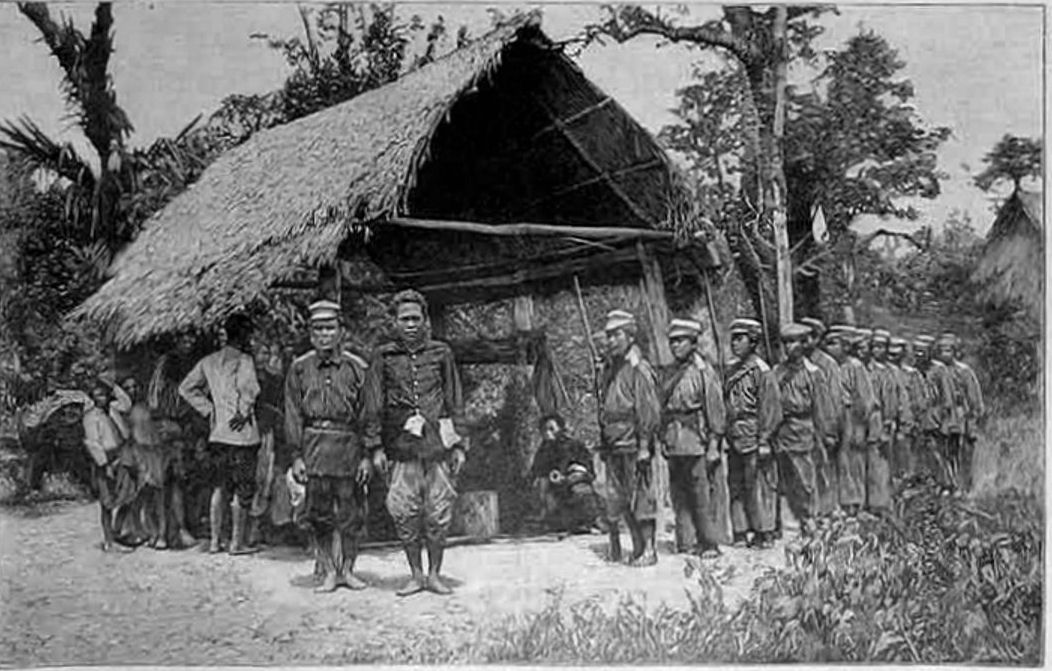
Armée siamoise au Laos.

Le Siam défend son territoire et répond à l’agression en ouvrant le feu sur l’envahisseur français, entamant la guerre franco-siamoise de 1893 : M. Pavie, résident français à Bangkok saisit cette agression comme casus belli. Il exige l’abandon de la rive orientale du Mékong et un blocus est mis en place à l’embouchure de la Chao Phraya.
Rapidement, les Siamois constatent qu'ils ne bénéficient pas du soutien britannique et sont contraints de négocier la paix, cédant le Laos au cours du Traité de Bangkok du 3 octobre 1893.

## Conséquences
Le Siam cède et la France ajoute à ses exigences une zone démilitarisée large de 25 km le long de la rive occidentale du Mékong, plus la restitution des provinces de Battambang et de Siem Reap au Cambodge. Pour s'assurer du respect des clauses du traité de Bangkok du 3 octobre 1893, les troupes de l'Armée française occupent la rivière et la ville de Chanthaburi : cette occupation ne devait pas durer trop longtemps, juste le temps de l’exécution du traité ; en réalité, elle durera onze ans jusqu'au 5 janvier 1905... L'armée française y construira notamment la prison de Khuk Khi Kai, un bâtiment qui ne fut jamais une prison mais seulement un simple bastion de défense avec des meurtrières. 
Les Français renoncent à mettre le Siam sous protectorat mais partagent le pays en zones d'influence avec les Britanniques. La France voit en outre son autorité reconnue sur les pays lao, qui sont regroupés en 1899 au sein du protectorat du Laos. En ajoutant cette entité à l'Annam, au Tonkin, à la Cochinchine déjà occupée et au Cambodge, la France achève de constituer le territoire de l'Indochine française.